# Ина (город)
Ина (яп. 伊那市 Ина-си) — город в Японии, находящийся в префектуре Нагано. Площадь города составляет 667,81 км², население — 69 079 человек (1 августа 2014), плотность населения — 103,44 чел./км².

## Географическое положение
Город расположен на острове Хонсю в префектуре Нагано региона Тюбу. С ним граничат города Комагане, Сиодзири, Сува, Тино, Сидзуока, Минамиарупусу, Хокуто, посёлки Фудзими, Минова, Кисо и сёла Минамиминова, Мияда, Осика.

## Население
Население города составляет 69 079 человек (1 августа 2014), а плотность — 103,44 чел./км². Изменение численности населения с 1980 по 2005 годы:
| 1980 | 67 544 чел. |  |
| 1985 | 70 144 чел. |  |
| 1990 | 70 639 чел. |  |
| 1995 | 72 229 чел. |  |
| 2000 | 71 552 чел. |  |
| 2005 | 71 788 чел. |  |

## Символика
Деревом города считается ива, цветком — рододендрон, птицей — тундряная куропатка.